# Braunsapis fuscinervis
Braunsapis fuscinervis är en biart som först beskrevs av Peter Cameron 1905.
Braunsapis fuscinervis ingår i släktet Braunsapis och familjen långtungebin. Inga underarter finns listade i Catalogue of Life.